# Conjunt megalític de Felgueiras

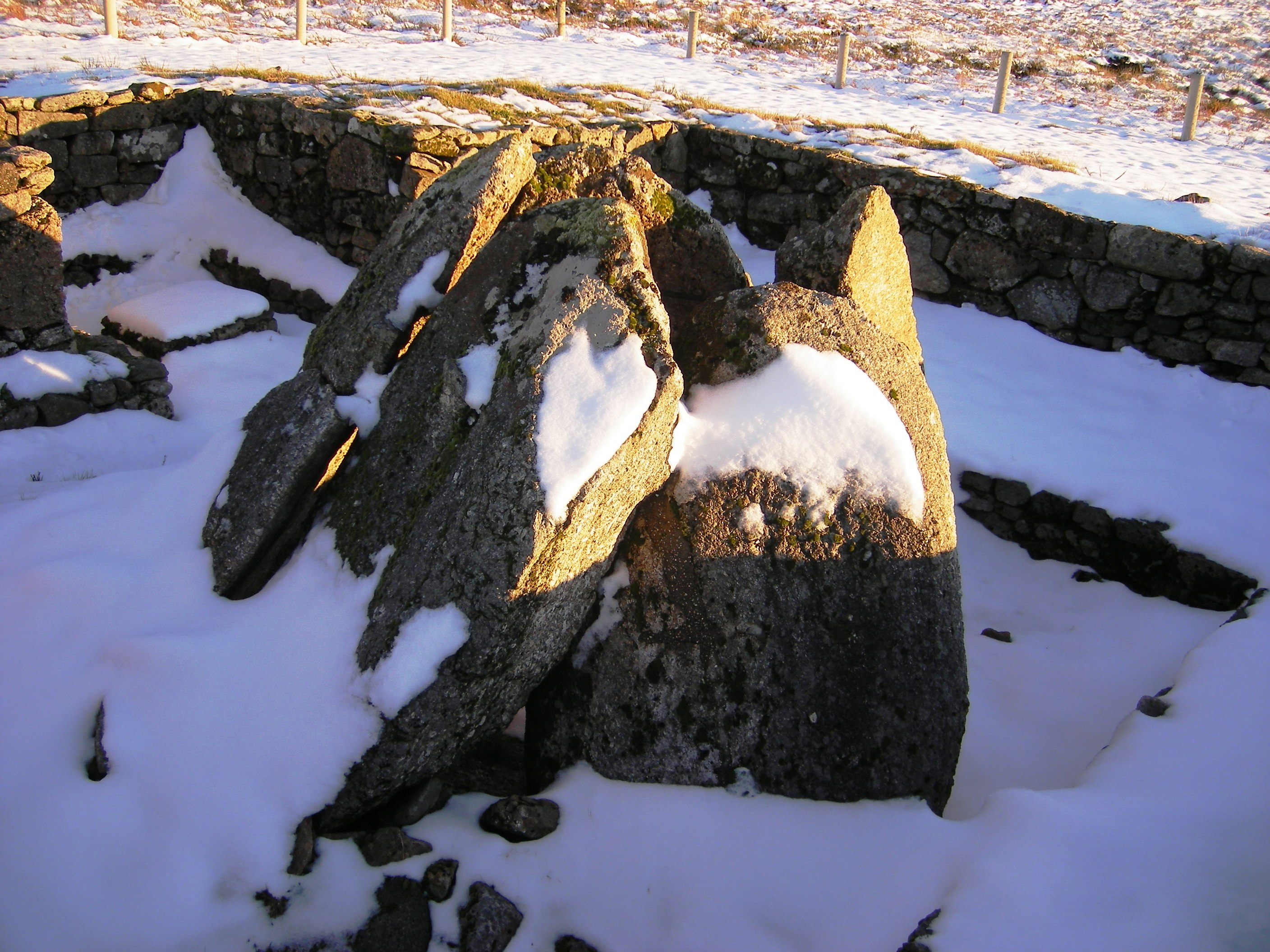
Dolmen de Sâo Cristóvão

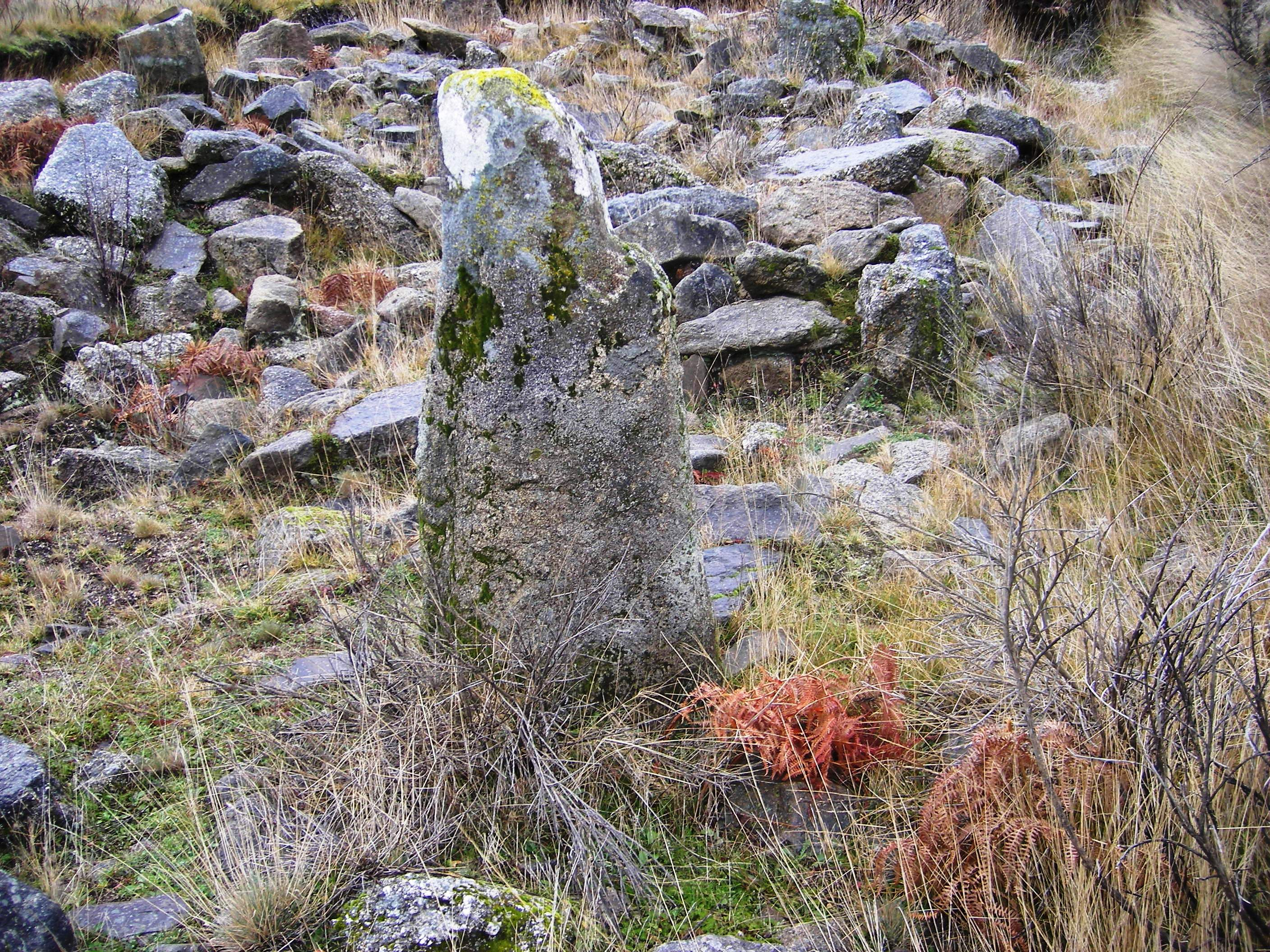
Recinte megalític

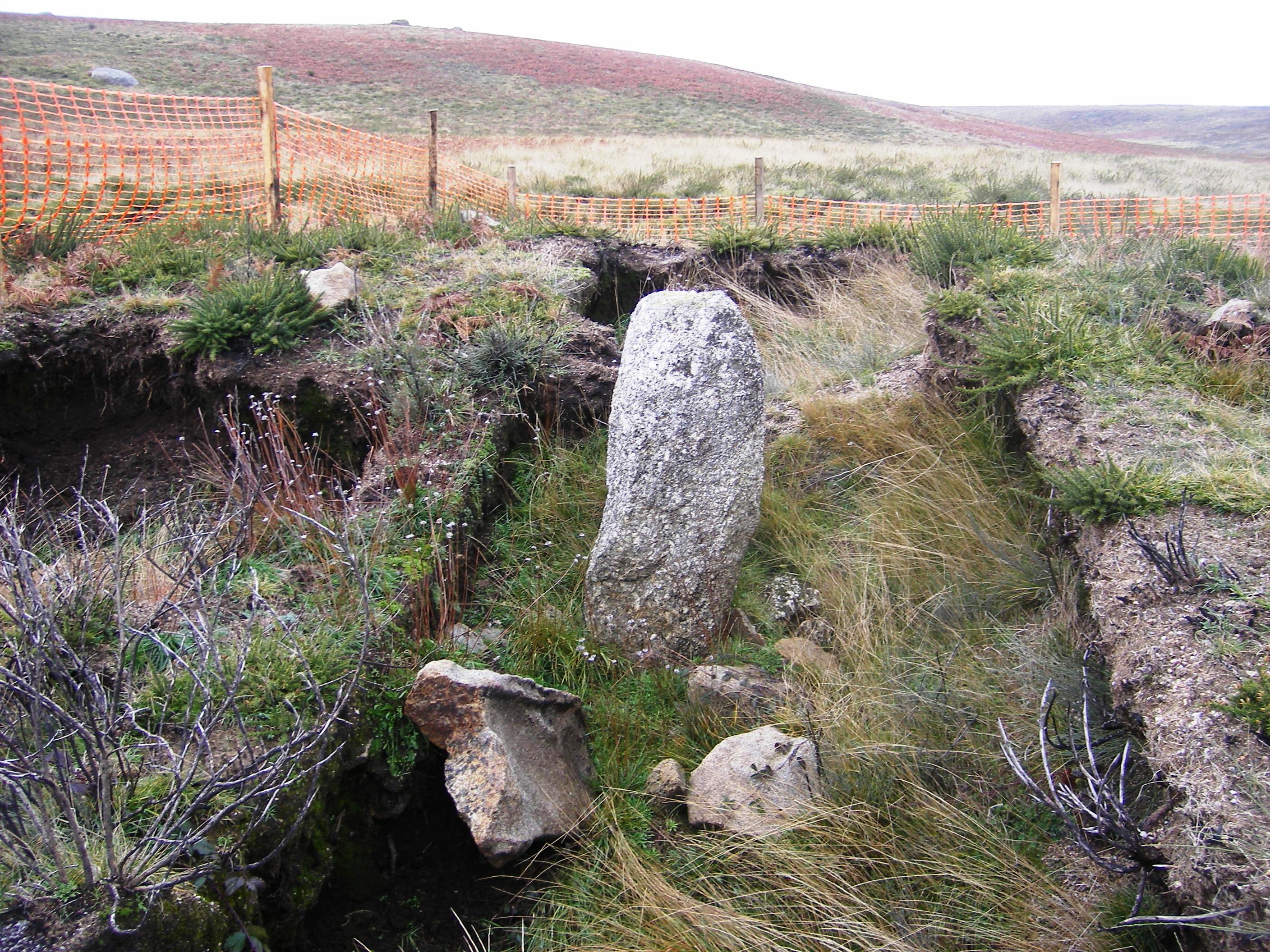
Recinte megalític

El Conjunt megalític de Felgueiras és un conjunt d'estructures megalítiques pertanyents al Neolític. Es troba a Felgueiras (Resende), al Monte de Sâo Cristóvão.
El conjunt consta d'antes (o dòlmens), màmoes i cromlecs enalineament.(1)
Està classificat per l'IGESPAR com a Immoble d'Interés Municipal des del 1997.(1)